# بول ويستفال
بول ويستفال (بالإنجليزية: Paul Westphal) مواليد 30 نوفمبر 1950 في توررانسي، هو لاعب كرة سلة أمريكي أصبح مدرباً بدأ مسيرته الاحترافية في سنة 1972 يدرب فريق بروكلين نتس كمساعد مدرب في الرابطة الوطنية لكرة السلة. يبلغ طوله 6 قدم 4 بوصة (1.9 م). اعتزل اللعب في 1984.

## فرق لعب لها
- بوسطن سيلتكس
- فينيكس صنز
- نيويورك نيكس

## روابط خارجية
- بول ويستفال على موقع إن بي أي (الإنجليزية)
- بول ويستفال على موقع سبورتس رفرنس (الإنجليزية)
- بول ويستفال على موقع كلية كرة السلة في سبورتس رفرنس.كوم (الإنجليزية)
- بول ويستفال على موقع ريلجم (الإنجليزية)
- بول ويستفال على موقع بروبوليرز (الإنجليزية)
- بول ويستفال على موقع سبورتس رفرنس (الإنجليزية)
- بول ويستفال على موقع كلية كرة السلة في سبورتس رفرنس.كوم (الإنجليزية)